# Palazzo Morisani
Il palazzo Morisani è un antico palazzo di Napoli, ubicato in calata Trinità Maggiore.
L'edificio fu voluto nel XVI secolo dai duchi Vargas di Cagnano; acquistato in seguito da varie famiglie (tra cui i Perez Navarrete e gli Statella), vi furono apportate numerose modifiche che dotarono il palazzo di una nuova veste barocca. Passò nel 1906 all'illustre ginecologo napoletano Ottavio Morisani che ne trasmise il possesso ai suoi discendenti almeno fino agli anni ’70 del XX secolo.
La facciata poggia su di un alto basamento in piperno con aperture regolari.
Di notevole bellezza è il cornicione con dentelli che delimita l'altezza originaria del fabbricato; infatti nel corso dei rimaneggiamenti apportati fu aggiunto un ulteriore piano, snaturando l'originaria bellezza compositiva della facciata.
Dall'androne, con volte a cassettoni, si accede ad un magnifico cortile decorato con pensiline in ferro e vetro.